# Jean-François Pilâtre de Rozier
Jean-François Pilâtre de Rozier (30. ožujka 1754. – 15. lipnja 1785.) bio je francuski učitelj kemije, fizike i jedan od pionira zrakoplovstva. Njegov balon srušio se je pri pokušaju preleta engleskog kanala. Zajedno s njegovim partnerom Pierre Romainom, postaje prva žrtva zrakoplovne nesreće u povijesti.

## Rano djetinjstvo
Rođen je u Metz-u kao četvrto dijete Magdeleine Wilmarda i Mathurin Pilastre. Za kemiju i lijekove počeo se interesirati radeći u vojnoj bolnici u Metzu. S 18 godina odlazi u Pariz, a zatim na akademiji Reimsu studira fiziku i kemiju. Tu ga zapaža Monsieur, brat kralja Louis XVI. Vrativši se u Pariz radi u Monsieurovom kabinetu prirodnih znanosti i postaje dvorski sluga Monsieurove žene (koja mu kasnije i dodjeljuje plemićki naziv Pilâtre de Rozier).
11. prosinca 1781. godine otvara svoj vlastiti muzej prirodnih znanosti u predjelu Pariza Marais gdje vrši pokuse iz fizike i drži demonstracije plemićima. Istraživao je i tada novom području plinova i izumio je respirator.

## Pionir zrakoplovstva
Godine 1783. prisustvovao je prvom letu balona kojeg su prikazali braća Montgolfier. 19. studenog 1783. u dvorištu dvoraca Versailles asistira prvom letu neprivezanog balona u kojem se nalaze životinje: ovca, pijetao i patka. Nakon niza pokusnih letova uspijeva 21. studenog 1783. godine zajedno s François Laurent d'Arlandes-om izvesti prvi kontrolirani let. Let u Montgolfier-ovom zračnom balonu na vrući zrak trajao je 25 minuta, prijeđeno je 12 km i dostignuta je visina od 900 m. Uz Joseph Montgolfiera bio je jedan od šest putnika na drugom letu 19. siječnja 1784. u velikom Montgolfierovom balonu koji je uzletio iz Lyona. Iako ogromnih dimenzija (23.000 {\displaystyle m^{3}}) balon je prešao kraći put. 
De Rozie je učestvovao i u sljedećem letu 23. lipnja 1784. U nešto promijenjenoj inačici Montgolfierovog balona zajedno s Joseph Proustom balon je na visini oko 900 m, iznad oblaka, preletio 52 km u 45 minuta kada se je morao spustiti radi turbulencije i hladnoće. Ipak je postignut rekord u brzini i dužini leta.

## Kobni pokušaj preleta La Manche-a
De Rozier's sljedeći plan bio je prelet engleskog kanala iz Francuske u Englesku. Za taj pothvat preuređen je Montgolfierov balon kako bi mogao ponijeti više goriva za vrući zrak. Za punjenje balona korišten je i vodik. Balon je bio spreman za let u jesen 1784. ali se čekao prelet Francuza Jean-Pierre Blancharda i Amerikanca Dr John Jeffriesa iz Engleske u Francusku. 7. siječnja 1785. godine u balonu punjenim vodikom. 
Uz nekoliko neuspješnih pokušaja uzlijetanja De Rozier i Pierre Romain 15. lipnja 1785. uspijevaju podići balon ali se ubrzo radi promjene smjera vjetra, balon vraća 5 km od mjesta uzlijetanja, iznenada se ispuhuje i pada na zemlju. De Rozier i njegov partner Pierre Romain pogibaju i tako postaju prve poznate žrtve jedne zrakoplovne nesreće.